# 一社提供
一社提供（いっしゃていきょう、1社提供）は、テレビ番組やラジオ番組などへの提供を単独の企業または企業グループによって行うことをいう。単独提供、買い切りと呼ばれる場合もある。

## 概要
現在では、通常、放送番組への提供は複数の企業などによって行われる例が多いが（これを一社提供に対して複数社提供、相乗りなどという）、民放創成期には、未だ番組の著作権という認識は社会的に生成されておらず、一社で番組を提供する事により、番組に対して「所有者」として大きな影響力を持つ場合が一般であった。これは占領期でもあり、先行するアメリカの制度の模倣である。また、番組名に提供会社名もしくはブランド名・商品名が冠される場合がある。なお特にスポーツ大会・音楽・文化公演などの中継においては、冠協賛社の単独提供ではなく、複数の企業との合同提供により協賛する場合も多くある。
初期から1960年代後期までの民間放送では一社提供が原則で、内容的・形式的に番組内容と強く結びついているものの方が多く、タイムCMも1分の長編かつ本編の一部として扱われていた。
この頃の子供向けに作られたドラマやアニメといったフィクション番組も製菓・清涼飲料水・文房具・ふりかけといった主に子供向け商品の業界企業の一社提供であり、本編映像への挿入や、メディアミックスへの関与も一般的であった。子供向け以外のドラマやバラエティ番組、一部のプロレス番組では主に電気機器、一般食品、医薬品、自動車業界企業の一社（一グループ）提供が多かった。スポンサーが専属契約したアナウンサー・タレント・番組出演者が、スタジオの隅や舞台上で商品の実演を行う「生コマーシャル」が代表的な手法だった。
しかし、制作費の高騰に伴う予算の増大により、1970年代以降からは複数社提供が一般化して、タイムCMは30秒単位の契約かつ15秒および30秒に製作された短編の映像を機械的に挿入する形式へと移行した。さらにバブル崩壊による平成不況以降は一社単独での提供番組は減少傾向にある。最近はゴールデンタイム以外の30分枠でのバラエティ番組、もしくは5分から15分までの視聴率調査対象外のミニ番組で多くみられる。放送時間に関しても、プライムタイム直前ながら殆どが全国ネットとしている土日18時台および深夜番組ながら全国ネットが一般的な土日23時台における地上波のバラエティ番組や、特定のスポーツ大会を題材としたスポーツニュース番組などの期間限定番組は、一社提供が非常に多いのが特徴となっている。
更に、番組内容にクレーマーが腹を立てスポンサー企業への電凸、不買運動等に発展してしまうのを避けるため、現在では一般的なバラエティ番組における一社提供は無くなり、教養番組、対談番組、ドキュメンタリー、テレビドラマに絞られている。
電力会社やガス会社など、営業エリアが限られる業界の提供番組では、準キー局の製作番組を中心に番組販売という形で関東地方の独立テレビ局や区域外の同一系列局を中心に非提供でネットしているところもある。
紳士協定上、酒造会社のようにテレビ番組での単独提供がミニ番組に限られているものや、製薬会社のように単独提供が前半の30分までとなっているものもある。実際、前者ではその会社が筆頭の複数社提供としているところもあれば、系列の清涼飲料水メーカーの共同提供としているところもある。後者が提供する懸賞金が支給されるクイズ番組では、最大10万円までであり、それを超える金額を獲得した場合は製作局が預かることになっている。
一社提供の弊害として、スポンサーの意向により、出演者やゲストの人選に制約が発生するケースがある。一例として、競合する同業他社のコマーシャルに出演している芸能人やスポンサーの商品にそぐわないと判断された芸能人が出演できない事が挙げられる。仮に出演する場合は出演する日のみスポンサーを降板し、ACジャパンなどの公共広告CMに差し替えられる事になる。これは複数社提供でも起こり得る事だが、一社提供の方がリスクが大きいためこのような例は稀なケースである。
また、提供スポンサーに何らかの不祥事が起こったか、あるいは一時的にスポンサーがCMを引き上げた場合、CMは全てACジャパンや各社が制作するお詫びCM、各局の他番組宣伝に差し替えられる事となる。他にも、スポンサーの意向がダイレクトに影響され、視聴率関係なく親会社の事情や胸先三寸で打ち切りにさせたり、反対に社のイメージを壊さない内容であれば目標を達成していなくても番組を継続してくれるなどである。
なお、全国ネットの一社提供番組は基本的にネットワークセールス番組であり、一部系列局でネットされていない場合は、ローカルセールスではなく地域限定ネットワークセールスであり、一社提供スポンサーの推薦を受けないとネット出来ないという制約がある。ネットワークセールスで放送される全国ネットの一社提供番組でも未ネットとした系列局もある。
JNN協定の規定に縛られるTBS系列局が製作する一社提供番組は、一社提供から複数社提供に移行したと同時に系列外ネットを打ち切ったり、一社提供番組でもスポンサーの意向により系列外ネットを途中打ち切りとするケースもある。TBS系列以外の一社提供番組における系列外ネットは、スポンサーの意向により放送局などを指定するケースや、番組販売扱いにして当該番組をローカルスポンサーに差し替えたり一社提供から複数社提供に移行後も系列外ネットを継続する番組がある。また、系列を問わず、一社提供番組を放送していた放送局がフルネット化やネットチェンジなどが行われた場合において、当該局や当該地域における一社提供番組の放送継続の可否は当該局が決定する場合があるが、基本的にスポンサーが決定する。
長寿番組になると、スポンサーの撤退や複数社の提供となり、発展的に一社提供が無くなるという話題は、新聞やニュースに取り上げられるほどのものになる。日本の民放テレビ番組で、放送期間が最長かつ現存する番組で放送開始が最も古い「ミュージックフェア」は、同時に放送期間が最長の一社提供番組でもある。